# Paul Schwiebbe
Paulus Jacobus Antonius (Paul) Schwiebbe (Achthuizen, 11 augustus 1927 – Den Bosch, 24 april 1998) was een Nederlands politicus van het CDA.
Na het gymnasium volgde hij een opleiding tot onderwijzer waarop hij vanaf 1952 als zodanig les gaf in zijn geboorteplaats Achthuizen en Eindhoven. Nadat hij in 1957 de acte MO geschiedenis had gehaald werd hij geschiedenisleraar op het Mgr. Zwijsen College in Veghel waar hij van 1964 tot 1979 ook conrector was. Daarnaast was hij vanaf 1966 ook gemeenteraadslid in Veghel waar hij ook wethouder is geweest. In 1979 werd Schwiebbe benoemd tot burgemeester van de gemeenten Geffen en Nuland wat hij tot 1990 zou blijven. In 1998 overleed hij op 70-jarige leeftijd in het Groot Ziekengasthuis in Den Bosch.